# Katedrala sv. Mučenika u Gyumri
Katedrala sv. Mučenika (arm. Սրբոց Նահատակաց եկեղեցի) je crkva Armenske katoličke Crkve u Gyumri, Armenija. Nalazi se na Aveniji Pobjede, u blizini Muzeja Dzitoghtsyan. Katedrala je sjedište ordinarijata za Istočnu Europu Armenske katoličke Crkve. Gradnja je pokrenuta u prosincu 2010. godine, a završena 2015. godine. Prvotno je katedrala nosila ime u čast Sv. Križa, ali je kasnije naziv promijenjen u "Katedrala sv. Mučenika" u čast kanoniziranih mučenika armenskog genocida.
Crkva Svetih Mučenika pripada Kružnom stilu (slično kao kod katedrale u Zvartnocu) sa zvonikom na svom ulazu. Arhitekt crkve je Hakob Jivanyan, dok je inženjer gradnje Hakob Baghdasaryan. Dekorativne skulpture je izradio Razmik Ayvazyan.
Dana 24. rujna 2015. godine, katedralu je posvetio Njegovo Blaženstvo Krikor Bedros XX. Gabroyan, katolikos-patrijarh Armenske katoličke crkve te uzoriti Leonardo Sandri, pročelnik Kongregacije za Istočne Crkve. Svečanost je održana u sklopu obilježavanja stogodišnjice od armenskog genocida. Dana 25. lipnja 2016. godine, papa Franjo je, u pratnji katolikosa Karekina II., posjetio katedralu.